# 十九沟站
十九沟站是一个大准线上的铁路车站，位于内蒙古自治区丰镇市黑圪塔洼乡十九沟，建于1996年，目前为四等站，邮政编码为012116。目前客运：办理旅客乘降；不办理行李、包裹托运；不办理货运营业。